# Ісіда Кейко
Ісіда Кейко (нар. 3 квітня 1973) — колишня японська тенісистка.
Найвищу одиночну позицію світового рейтингу — 349 місце досягла 20 липня 1998, парну — 138 місце — 27 липня 1998 року.
Здобула 13 парних титулів.

## Фінали ITF
| турніри $25,000 |
| турніри $10,000 |

### Одиночний розряд: 3 (0–3)
| Результат | Ранг | Дата              | Турнір          | Покриття | Суперниця      | Рахунок       |
| --------- | ---- | ----------------- | --------------- | -------- | -------------- | ------------- |
| Поразка   | 1.   | 13 жовтня 1997    | Haibara, Японія | Трава    | Такемура Рьоко | 6–3, 4–6, 4–6 |
| Поразка   | 2.   | 16 листопада 1998 | Haibara, Японія | Ґрунт    | Іноуе Майко    | 4–6, 3–6      |
| Поразка   | 3.   | 13 листопада 2000 | Haibara, Японія | Ґрунт    | Сатіе Умехара  | 2–4, 0–4, 3–5 |

### Парний розряд: 22 (13–9)
| Результат | Ранг | Дата              | Турнір                               | Покриття | Партнерка          | Суперниці                          | Рахунок                 |
| --------- | ---- | ----------------- | ------------------------------------ | -------- | ------------------ | ---------------------------------- | ----------------------- |
| Поразка   | 1.   | 10 серпня 1992    | Тайбей, Тайвань                      | Тверде   | Нао Акахорі        | Лінь Яхуей Вен Цзитін              | 4–6, 1–6                |
| Перемога  | 1.   | 11 жовтня 1993    | Куросіо (Коті), Японія               | Тверде   | Фуміко Ямадзакі    | Наґатомі Кейко Кукі Мадока         | 6–2, 6–0                |
| Поразка   | 2.   | 14 лютого 1994    | Фару, Португалія                     | Тверде   | Ямаґісі Йоріко     | Антоанета Пандєрова Теодора Недева | 1–6, 3–6                |
| Поразка   | 3.   | 12 грудня 1994    | Маніла, Філіппіни                    | Тверде   | Park In-sook       | Choi Ju-yeon Кім Ин Ха             | 3–6, 4–6                |
| Поразка   | 4.   | 19 грудня 1994    | Маніла, Філіппіни                    | Тверде   | Park In-sook       | Чень Лі-Лін Ї Цзін-Цянь            | 2–6, 5–7                |
| Поразка   | 5.   | 8 травня 1995     | Сеул, Південна Корея                 | Ґрунт    | Мамі Доносіро      | Кім Ин Ха Choi Ju-yeon             | 3–6, 3–6                |
| Перемога  | 2.   | 18 березня 1996   | Бандар-Сері-Бегаван, Бруней          | Тверде   | Нао Акахорі        | Чхой Йон Ча Im Kum-ok              | 7–5, 6–1                |
| Поразка   | 6.   | 1 квітня 1996     | Джакарта, Індонезія                  | Тверде   | Нао Акахорі        | Ядзава Кійоко Мамі Доносіро        | 2–6, 7–6(4), 4–6        |
| Перемога  | 3.   | 27 травня 1996    | Тайбей, Тайвань                      | Тверде   | Міяко Атака        | Джулі Хуан Бенджамас Сангарам      | 7–6(2), 6–3             |
| Поразка   | 7.   | 30 вересня 1996   | Ібаракі (Ібаракі), Японія            | Тверде   | Ядзава Кійоко      | Наґатомі Кейко Танака Юка          | 6–3, 3–6, 5–7           |
| Перемога  | 4.   | 28 липня 1997     | Бандунґ, Індонезія                   | Тверде   | Бенджамас Сангарам | Хотта Томое Ямаґісі Йоріко         | 6–2, 3–6, 6–4           |
| Поразка   | 8.   | 13 жовтня 1997    | Haibara, Японія                      | Трава    | Won Kyung-joo      | Нао Акахорі Такемура Рьоко         | 6–3, 4–6, 4–6           |
| Перемога  | 5.   | 3 листопада 1997  | Пекін, КНР                           | Тверде   | Наґатомі Кейко     | Чень Цзінцзін Ї Цзін-Цянь          | 7–6(4), 1–6, 6–3        |
| Перемога  | 6.   | 16 березня 1998   | Нода (Тіба), Японія                  | Тверде   | Наґатомі Кейко     | Кього Нагацука Обата Саорі         | 3–6, 6–2, 6–3           |
| Перемога  | 7.   | 18 травня 1998    | Спартанбург (Південна Кароліна), США | Ґрунт    | Наґатомі Кейко     | Рената Колбовіч Джессіка Стек      | 6–3, 7–5                |
| Перемога  | 8.   | 25 травня 1998    | Ель-Пасо (Техас), США                | Тверде   | Наґатомі Кейко     | Кейсі Смеші Сара Вокер             | 6–2, 6–3                |
| Перемога  | 9.   | 1 червня 1998     | Літл-Рок, США                        | Тверде   | Наґатомі Кейко     | Лі Лі Лі Тін                       | 7–5, 6–1                |
| Перемога  | 10.  | 16 листопада 1998 | Haibara Японія                       | Ґрунт    | Томоко Ісіда       | Іноуе Майко Нісімата Ясуко         | 5–7, 7–6(7), 6–3        |
| Перемога  | 11.  | 23 листопада 1998 | Нагасакі, Японія                     | Трава    | Акіко Ґундзі       | Окамото Сейко Таґуті Кейко         | 6–2, 6–2                |
| Перемога  | 12.  | 27 вересня 1999   | Кіото, Японія                        | Килим    | Урабе Намі         | Фудзії Юкі Юміко Кітамура          | 6–1, 6–3                |
| Поразка   | 9.   | 13 листопада 2000 | Haibara, Японія                      | Ґрунт    | Акіко Ґундзі       | Окамото Сейко Таґуті Кейко         | 4–2, 0–4, 3–5, 5–3, 2–4 |
| Перемога  | 13.  | 18 листопада 2001 | Haibara, Японія                      | Килим    | Томоко Тайра       | Куміко Їдзіма Сатоко Куріока       | 6–2, 6–4                |